# Autoroute A36 (Francia)
La Autoroute A36 (conocida también como La Comtoise) es una autopista francesa entre Beaune y Mulhouse. Permite conectar cómodamente la HaFraBa y la Autoroute A6 (París-Lyon), favoreciendo la comunicación directa entre Alemania y Borgoña pasando a través de la brecha de Belfort.

## Itinerario
Bundesautobahn 5 (Freiburg Karlsruhe / Lörrach Basel(CH)
- 22 : Ottmarsheim
- 21 : Usine Peugeot Citroën de Sausheim
- A35 / A36 Sausheim (Strasbourg Colmar / Euroairport Basel (CH))
- 20 : Sausheim Île-Napoléon / Illzach
- 19 : Mulhouse-Centre
- 18a : Mulhouse-Centre / Illzach-Sud
- 18b : Mulhouse-Bourtzwiller / Guebwiller / Kingersheim / Wittenheim / Illzach-Centre
- 17 : Mulhouse-Dornach / Pfastatt / Lutterbach
- 16a : Mulhouse-les-Coteaux / Brunstatt / Morschwiller-le-Bas / Altkirch
- 16b : Thann / Cernay / Epinal / WIttelsheim

Autoroutes Paris-Rhin-Rhône
- 15 : Burnhaupt / Altkirch / Colmar / Guebwiller / Belfort / Basel (CH)
- 14.1 : Fontaine
- 14 : Belfort-Centre --> Beaune et Mulhouse/Colmar
- 13 : Belfort-Glacis-du-château
- 12 : Belfort-Centre / Bavillers / Danjoutin
- 11 : Héricourt Delle Délémont(CH) Epinal Vesoul
- 10 : Grand-Charmont
- 9a y 9b : Sochaux / Usine Peugeot Citroën de Sochaux / Etupes / Exincourt
- 8 : Montbéliard
- 7 : Audincourt / Valentigney / Voujeaucourt / Besançon
- 6.1 : Pont-de-Roide / Voujeaucourt / Bavans / Pontarlier
- Gare de péage de St-Maurice.
- 6 : Clerval / L'Isle-sur-le-Doubs
- 5 : Baume-les-Dames / Valdahon / Lure
- 4.1 : Besançon-Palente / Marchaux / Champoux / Roulans
- 4 : Besançon-St Claude / Vesoul / Lausanne
- 3 : Besançon-Planoise / Pontarlier / Lausanne
- 2.1 : Dampierre / Gendrey
- 2 : Dole / Gray
- A39 / A36 (Lyon Dole-Centre / Paris Dijon)
- 1 : Seurre / Saint-Jean-de-Losne

- Datos: Q788763
- Multimedia: A36 autoroute / Q788763